# Анджей Ліс
Анджей Ліс (пол. Andrzej Lis, нар. 16 грудня 1959) — польський фехтувальник на шпагах, срібний (1980 рік) призер Олімпійських ігор.

## Виступи на Олімпіадах
| Олімпіада   | Дисципліна          | Місце |
| ----------- | ------------------- | ----- |
| Москва 1980 | індивідуальна шпага | 13    |
| Москва 1980 | командна шпага      | 2     |